# Гальсеран, Жорди

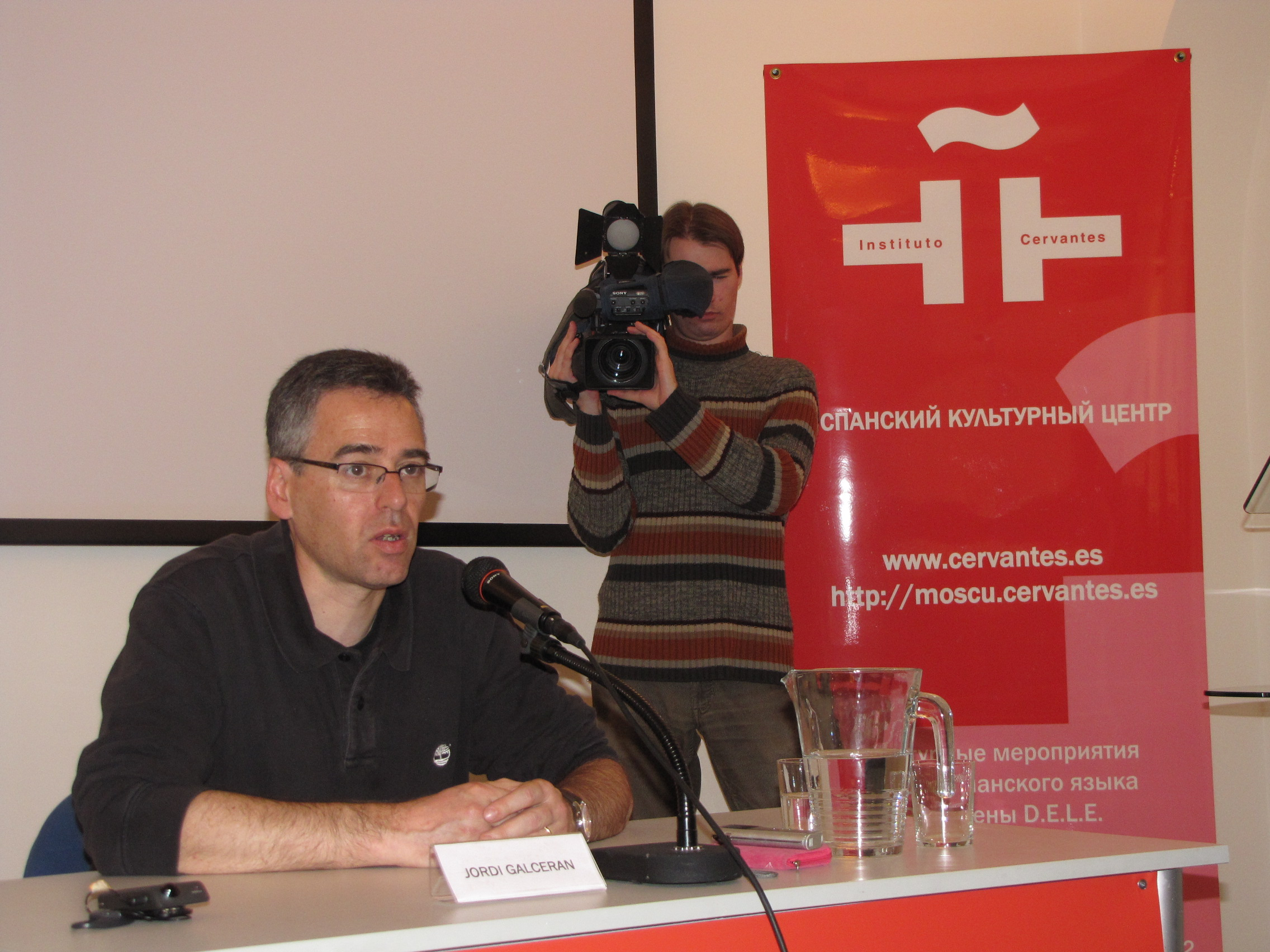
Жорди Гальсеран в Институте Сервантеса в Москве

Жорди Гальсеран-и-Феррер (кат. Jordi Galceran i Ferrer; род. 5 марта 1964, Барселона) — каталонский драматург, сценарист, переводчик, пишет на испанском и каталанском языках.

## Биография
Изучал филологию в Барселонском университете. В 1988 году начал писать пьесы. Издал несколько книг рассказов. Перевел «Ревизор» Гоголя, пьесы Гольдони, Бена Хекта, Нила Саймона, Душана Ковачевича. Всемирно известен как автор пьесы «Метод Грёнхольма».

## Пьесы
- 1994: Surf
- 1995: Слова на цепи/Paraules encadenades (экранизация Лауры Манья, 2003, премия писателю за лучший сценарий на фестивале Fantasporto)
- 1996: Dakota
- 1998: Fuita
- 2002: Гауди/ Gaudí (мюзикл)
- 2003: Метод Грёнхольма/ El mètode Grönholm (экранизация Марсело Пиньейро, 2005)
- 2005: Карнавал/Carnaval
- 2008: Cancun

## Публикации и премии
В 1995 году его книга «Скованные слова» (кат. Paraules encadenades), получает премию «Борн» в области театрального искусства , а в 1996 – премию критики (кат. Serra d'Or) за лучшее произведение на каталонском языке. Его произведение «Дакота» в 1995 году получает премию Игнаси Иглесиаса (кат. Ignasi Iglesias).
Совместно с Альбертом Гиноваром (исп. Albert Guinovart) выпустил в 2002 году мюзикл «Гауди». В 2005 – пьесу «Карнавал».
По его сценарию сняты: фильм «Хрупкий» (кат. Fragile) Жуама Балагеро, фильм «Метод» Марсело Пиньейро.
На данном этапе Гальсеран работает над адаптацией мюзикла «Король-лев» на испанский язык.

### Издание на русском языке
- Испанский квадрат = Cuadrado Español : четыре пьесы из XXI века / пер. с испанского и каталанского [Н. Богомолова, Н. Ванханен, И. Глущенко] ; [отв. ред. Ю. Г. Фридштейн]. - Москва : Центр кн. Рудомино, 2012. - 333, [2] с. : ил., портр.; 25 см.; ISBN 978-5-7380-0376-9 :
  - Луиза Кунилье. После меня хоть потоп.
  - Хуан Майорга. Дорога на небо.
  - Жузеп Мария Бенет-и-Журнет. Подвал.
  - Жорди Гальсеран. Метод Гронхольма.

## Признание
Лауреат ряда национальных премий. Пьесы Гальсерана переведены на многие языки, несколько из них экранизированы.